# Kanton Parentis-en-Born
Der Kanton Parentis-en-Born war bis 2015 ein französischer Wahlkreis im Arrondissement Mont-de-Marsan, im Département Landes und in der Region Aquitanien; sein Hauptort war Parentis-en-Born. Vertreter im Generalrat des Départements war zuletzt von 2008 bis 2015 Alain Dudon (UMP). 
Der Kanton war 570,80 km² groß und hatte 18.273 Einwohner (Stand 1999). 

## Gemeinden
Der Kanton umfasste sechs Gemeinden:
| Gemeinde               | Einwohner Jahr | Fläche km² | Bevölkerungsdichte | Code INSEE | Postleitzahl |
| ---------------------- | -------------- | ---------- | ------------------ | ---------- | ------------ |
| Biscarrosse            | 13.983 (2013)  | –          | – Einw./km²        | 40600      | 40046        |
| Gastes                 | 639 (2013)     | –          | – Einw./km²        | 40160      | 40108        |
| Parentis-en-Born       | 5652 (2013)    | –          | – Einw./km²        | 40160      | 40217        |
| Sainte-Eulalie-en-Born | 1294 (2013)    | –          | – Einw./km²        | 40200      | 40257        |
| Sanguinet              | 3605 (2013)    | –          | – Einw./km²        | 40460      | 40287        |
| Ychoux                 | 2166 (2013)    | –          | – Einw./km²        | 40160      | 40332        |